# 索内特河畔博略
索内特河畔博略（法語：Beaulieu-sur-Sonnette，法語發音：[boljø syʁ sɔnɛt]）是法国夏朗德省的一个市镇，属于孔福朗区。

## 地理
索内特河畔博略（45°55'28"N, 0°23'1"E）面积10.29 平方千米，位于法国新阿基坦大区夏朗德省，该省份为法国西部内陆省份，北起德塞夫勒省和维埃纳省，东临上维埃纳省，东南至多尔多涅省，南至多爾多涅省，西接滨海夏朗德省。
与索内特河畔博略接壤的市镇（或旧市镇、城区）包括：塞勒弗鲁安、沙谢克、帕尔扎克、蒂尔贡、旺图斯。

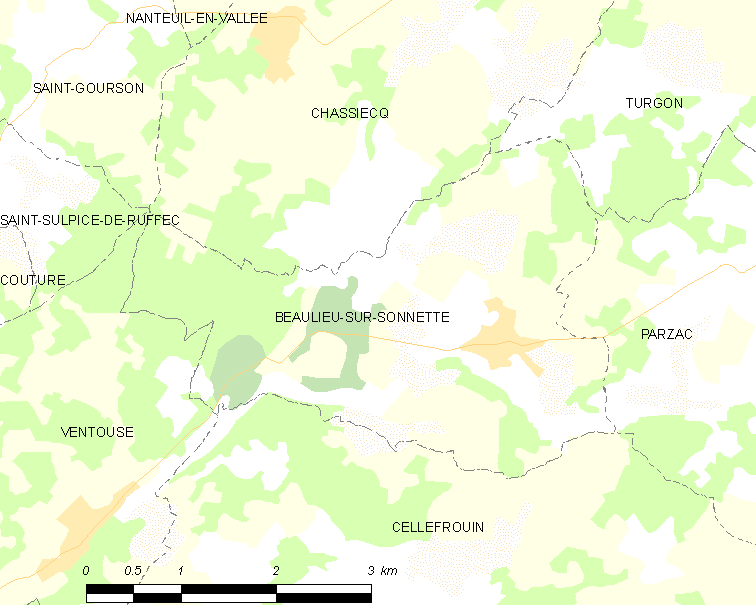
索内特河畔博略的OSM定位图

索内特河畔博略的时区为UTC+01:00、UTC+02:00（夏令时）。

## 行政
索内特河畔博略的邮政编码为16450，INSEE市镇编码为16035。

## 政治
索内特河畔博略所属的省级选区为夏朗德-博尼约尔县。

## 人口

1962-2008年间索内特河畔博略人口变化图示

索内特河畔博略于2022年1月1日时的人口数量为222人。